# 程子釴
程子釴（1558年—1589年），字鼎輔，號扶輿，直隸徽州府歙縣人，民籍，明朝政治人物。

## 生平
萬曆十三年（1585年）乙酉应天鄉試二十三名舉人，萬曆十四年（1586年），登丙戌科会试八十六名，廷试三甲二十名進士。兵部观政，任浙江杭州府推官。十七年卒。

## 家族
曾祖程尚信；祖父程宏，曾任散官；父程大俊。母唐氏。具庆下。兄程子諫（知县）、程子諒（舉人）、程道章（同科舉人）、程子説（舉人）、程子镗。弟程子鏊、子鏘、子錝、子鐸。